# Università di Vilnius
L'Università di Vilnius è un'antica università della Lituania, fondata da Stefano I Báthory nel 1579 e per due secoli guidata dai Gesuiti.
L'università, divenne presto uno dei maggiori centri scientifici e culturali della regione baltica, il più importante nel Granducato di Lituania: dopo la soppressione dei gesuiti nel 1773 il principe Ignacy Massalski, vescovo di Vilnius, allora ministro della Educazione (il primo ministero del genere in Europa) potenziò l'istituto. L'università conserva tutt'oggi la più antica e ricca biblioteca del paese. La prestigiosa istituzione nel 1832 venne chiusa d'imperio dagli occupanti russi e poté riaprire solo nel 1919.